# Ctenoparia inopinata
Ctenoparia inopinata är en loppart som beskrevs av Rothschild 1909. Ctenoparia inopinata ingår i släktet Ctenoparia och familjen mullvadsloppor. Inga underarter finns listade i Catalogue of Life.